# Битва при Требії
Битва при Требії відбулася 21 грудня 218 року до н. е. під час Другої Пунічної війни. У цій битві карфагенські війська під проводом Ганнібала розгромили римську армію консула Тіберія Семпронія Лонга.

## Вступ
Після поразки при Тицині залишки римської армії під командою Сципіона відступили до горбистої місцевості біля річки Требія. До них незабаром підійшла армія другого консула — Тіберія Семпронія Лонга, який замінив пораненого Сципіона.
У цьому бою у римлян були 32 тисячі піхоти і 4 тисячі кінноти (16 тисяч римлян, 20 тисяч союзників); карфагеняни мали близько 10 тисяч кінноти і 30 тисяч піхоти. При невеликій чисельній перевазі над римлянами армія Карфагена налічувала в своїх рядах в два з половиною рази більше кінноти, але цю перевагу можна було використовувати тільки в бою на рівнині. Тому Ганнібал вирішив демонстративними діями змусити римлян вийти з укріпленого табору на рівнину і тут атакувати їх.

Карта походу Ганнібала до Італії

Для досягнення вказаної мети загонам армії Карфагена було наказано спустошувати селища навколо римського табору і провести ряд набігів на територію племені кеноманів, які були в союзі з римлянами. Кеномани звернулися за допомогою до римських консулів, і Лонг послав на допомогу їм сильний загін, хоча Сципіон і заперечував проти цього. Римляни розбили декілька невеликих загонів карфагенської армії. Ці дрібні успіхи вселили в римських воїнів упевненість в легкій перемозі над карфагенянами.
Сенат вимагав від своїх консулів рішучіших дій. У грудні 218 року до н. е. в день, коли римською армією командував Семпроній Лонг, нумідійська кіннота армії Карфагена перейшла річку Требія і рушила до табору римлян. Лонг вивів з табору свою кінноту і легку піхоту, які атакували кінноту супротивника і змусили її до втечі. Демонстрація карфагенян відмінно вдалася. Коли римляни переслідували кінноту супротивника, що відступала безладно, Ганнібал вислав підкріплення — невеликий загін легкої піхоти, який також був розбитий. Цей вторинний «успіх» штовхнув честолюбного Лонга на вивід з табору всієї римської армії з метою розгрому карфагенян. Так зав'язався бій на річці Требія, ініціативу якого тримали в своїх руках карфагеняни.

## План Ганнібала
План Ганнібала передбачав обхват флангів римської армії. В центрі бойового порядку армії Карфагена вишикувалася піхота, а на флангах знаходилася сильна кіннота. Піхоту Карфагена прикривали бойові слони. Ганнібал доручив своєму братові Магону, який вже очолював нумідійськую кавалерію після битви при Тицині, вибрати для засідки 100 піхотинців і 100 вершників. Коли Магон з'явився до Ганнібала з відібраними воїнами, той наказав їм, у свою чергу, відібрати зі своїх підрозділів ще по 9 чоловік. Набравши, таким чином, 1000 піхотинців і стільки ж вершників, він розташував їх вночі в місці, яке до того сам уподобав.

## Перший етап бою— бій кінноти
Був день зимового сонцестояння. Рано вранці йшов сніг, потім пішов дощ. Ганнібал наказав своїй нумідійській кінноті перейти через Требію і, підскакавши до сторожі ворожого табору, закидати її дротиками, викликати римлян на бій, а коли битва почнеться, поволі відступати до річки і змусити супротивника, у свою чергу, перейти на той берег, де стояли карфагеняни. Решті війська було наказано снідати, підготувати зброю, коней і чекати на сигнал.
Нумідійці блискуче виконали завдання. Коли вони влаштували біля табірних воріт шум і безлад (по Полібію, ледве тільки було відмічено їх наближення), Семпроній, що ні хвилини не сумнівався в успіху, вивів проти них свою кінноту, а потім і решту солдатів. Проте виконав він це дуже квапливо. Його воїни вийшли на поле голодними і недостатньо тепло одягненими, коні були не нагодовані. Коли римляни вступили в смугу річкового туману, переслідуючи нумідійців, вони все більше і більше мерзли. У річці холодна вода доходила їм до рівня грудей, так що, коли солдати Семпронія вийшли на інший берег, вони ледве могли тримати в руках зброю.
Воїни Карфагена тим часом грілися коло багать, розтиралися оливковою олією і снідали. Отримавши обумовлений сигнал про те, що римляни перейшли через річку, Ганнібал вивів свої війська в поле. Попереду він поставив балеарів — легку піхоту (8000 чоловік), за ними — тяжкоозброєну піхоту (ібери, галли і лівійці; 20000 чоловік), а на обох флангах — 9000 вершників і слонів.
Семпроній, побачивши, що його вершники надмірно захопилися переслідуванням нумідійців, що то відступали, то знов переходили в контратаку, і піддають себе надмірній небезпеці, наказав їм відступити і приєднатися до основних сил. На рівнині римляни вишикувалися для бою. В центрі Семпроній вишикував 18000 римлян; 20000 союзників і тих, хто мав права латинського громадянства; за ними воїнів з галльського племені кеноманів, а на флангах — кавалерію (близько 4000 воїнів). В центрі бойового порядку знаходилися римські легіони, на флангах — піхота союзників; правий фланг всього бойового порядку забезпечувала союзна кавалерія, на лівому фланзі розташувалася римська кіннота; весь фронт прикривала легка піхота. Бойовий порядок римлян не мав тактичної глибини.

## Другий етап бою— бій піхоти

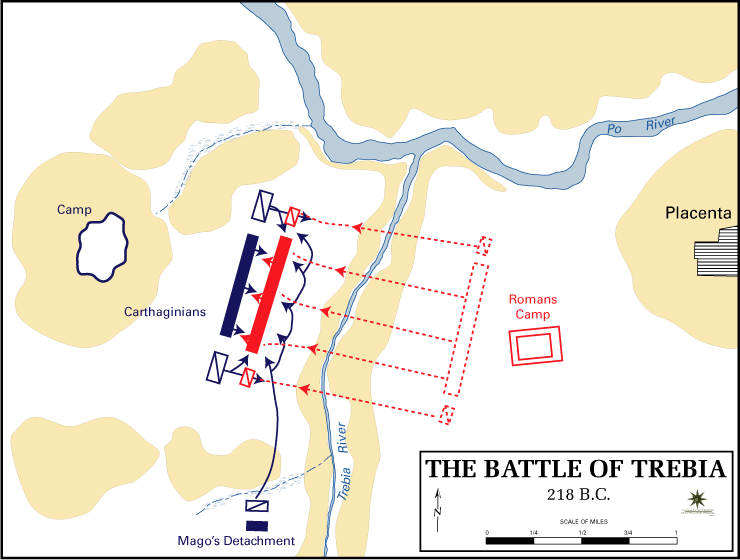
Схема битви при Требії

Бій почала легка піхота обох сторін, потім кіннота Карфагена атакувала і розбила римську кінноту і вийшла на фланги римської піхоти. Балеарські пращники змусили римських велітів відступити, а потім приєдналися до вершників Карфагена, що завдавали флангового удару. Римська кіннота була зім'ята чисельнішою кавалерією супротивника, балеарами і слонами.
Римська піхота була атакована піхотою Карфагена; римляни наполегливо захищалися, не зважаючи на те, що їх фланги були охоплені кіннотою супротивника. В цей час загін карфагенян із засідки ударив в тил римлянам, що внесло замішання до їх рядів.
Тяжкоозброєні піхотинці билися з великою завзятістю і озлобленням, але без певного результату. Раптово для римлян в їх тил ударив із засідки загін Магона і привів задню шеренгу римлян в замішання. Опинившись в оточенні, римська піхота мужньо чинила опір, прорвала бойову лінію карфагенян і змусила повернути назад слонів, що мало не кинулися на самих пунійців. Ганнібал наказав відвести слонів на фланги і направити їх проти кеноманів, які кинулися до панічної втечі.
«…задні ряди римлян, що билися в центрі, сильно постраждали від нападу воїнів із засідки; навпаки, ті, що були попереду, взяли верх над кельтами і частиною лівійців, багато з них поклавши на місці, прорвали бойову лінію карфагенян».
У цих умовах 10000 римських піхотинців пробилися крізь ряди карфагенців і вирвалися з оточення; не маючи можливості повернутися в свій табір, вони відступили до Плаценції. Туди ж, а звідти в Кремону пішли під командуванням Сципіона і підрозділи, що залишалися під час бою в таборі.

## Причини перемоги Ганнібала
Перемогу карфагенян на річці Требія забезпечила сильна кіннота, яка була розташована на флангах бойового порядку. Римська кіннота показала низькі бойові якості. Римляни «…не уміли їздити верхи; свої ж власні коні перемогли їх…»
Свій успіх карфагеняни ретельно підготували, змусивши римлян повірити в легку перемогу. Вони викликали римську армію на бій у вигідних для себе умовах, уміло використавши особливості місцевості.
Управління бойовим порядком у римлян було організоване погано, взаємодія між його складовими частинами була відсутня. Це дозволило кінноті Карфагена охопити фланги римської піхоти. Результат бою вирішила засідка, організована карфагенянами на відкритій, але пересіченій місцевості.

## Наслідки битви
Перемога на річці Требія відкрила карфагенянам дорогу на Рим, але вони не скористалися цим і залишилися зимувати в Галлії. Крім того, ця перемога сприяла зміцненню політичного і стратегічного положення карфагенян, посиленню антиримського союзу. Ганнібал зібрав полонених воїнів з союзницьких контингентів римської армії і оголосив їм, що армія Карфагена прийшла не для розорення і підкорення народів, а для звільнення їх від римського владицтва, і що тому союз з карфагенянами для боротьби з Римом є кровним інтересом племен, що поневолені римлянами. Після звернення до полонених Ганнібал наказав відпустити їх на батьківщину без викупу. Він розраховував таким шляхом загострити суперечності Римської республіки, погіршити її політичне положення на Апеннінському півострові і створити сприятливу обстановку для глибокого вторгнення армії Карфагена на римську територію. Рим був ослаблений втратою Галлії, яка стала базою армії Карфагена: галльські племена надавали їй продовольство і поповнювали її піхотою і кіннотою.